# Patricia Highsmith
Patricia Highsmith, pseudonimo di Mary Patricia Plangman conosciuta anche col nome di Claire Morgan (Fort Worth, 19 gennaio 1921 – Aurigeno, 4 febbraio 1995), è stata una scrittrice statunitense noir.

Firma autografa dell'autrice

Divenne nota per i suoi thriller psicologici da cui sono stati tratti più di 24 adattamenti cinematografici; il suo primo romanzo, Sconosciuti in treno, è stato adattato sia per il palcoscenico che come film più volte; è famosa in particolare la versione di Alfred Hitchcock del 1951. Oltre alla sua serie di cinque romanzi con Tom Ripley come protagonista, ha scritto altri 18 romanzi  e numerosi racconti.

## Biografia

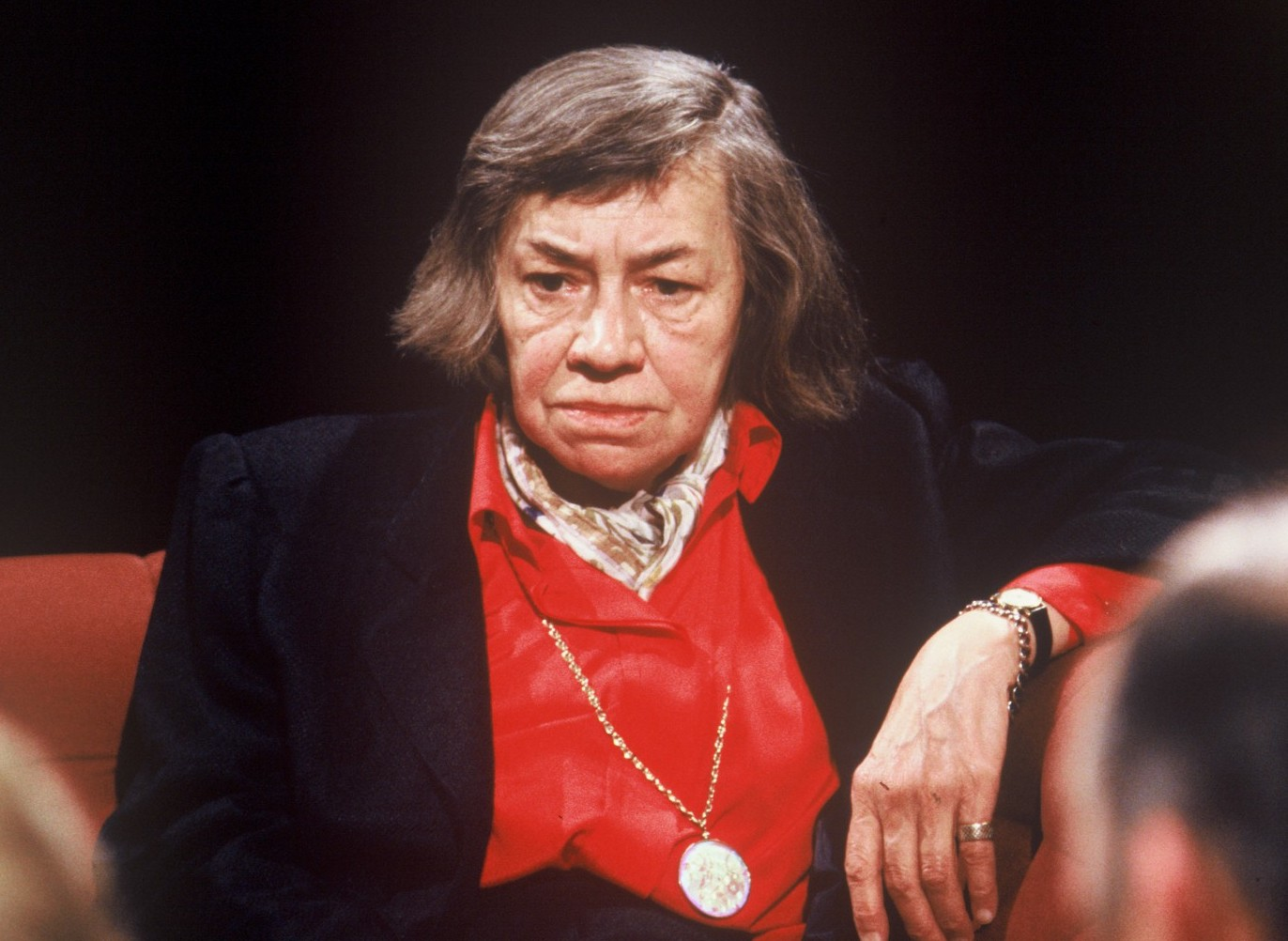
La Highsmith nel 1988 in un'intervista TV

Patricia Highsmith era figlia unica della coppia di artisti Mary Plangman (nata Coates) e Jay Bernard Plangman. La coppia divorziò dieci giorni prima della nascita della figlia.
Nel 1927, Highsmith, la madre e il patrigno adottivo, che la madre aveva sposato nel 1924, si trasferirono a New York. All'età di 12 anni, Highsmith fu mandata a Fort Worth e visse per un anno con la nonna materna. Definì questo "l'anno più triste" della sua vita, poiché si sentì "abbandonata" dalla madre. Quindi tornò a New York per continuare a vivere con la madre e il patrigno.
Secondo la Highsmith, una volta la madre le disse che aveva cercato di abortire bevendo acquaragia , anche se una biografia della Highsmith indica che Jay Plangman cercò di convincere la moglie ad abortire, ma lei rifiutò. La madre di Highsmith morì soli quattro anni prima della scrittrice, vivendo fino all'età di 95 anni. 
Highsmith dimostra fin dalla giovane età un grande talento verso la scrittura. Il suo primo romanzo, Sconosciuti in treno, è del 1950 e alla sua prima apparizione negli Stati Uniti non riscuote un grande successo; tuttavia il grande regista Alfred Hitchcock ne fa il soggetto per il suo film L'altro uomo. Forse anche a causa delle tematiche forti e talora disturbanti, la scrittrice è stata più apprezzata dalla critica europea che non da quella del suo paese natale.
 
In Europa Highsmith ha vissuto dal 1963 sino alla sua morte.
Nella sua casa ad Aurigeno, nel comune di Maggia, e poi in quella di Tegna, entrambe in Svizzera, ha trascorso gran parte della sua vita appartata e lontana dai riflettori della notorietà, coltivando anche diverse relazioni omosessuali.
 Tra i suoi personaggi più noti c'è l'amorale Tom Ripley, truffatore, assassino, protagonista di cinque romanzi dell'autrice e portato più volte anche sugli schermi del cinema da famosi registi, da René Clément (Delitto in pieno sole) ad Anthony Minghella (Il talento di Mr. Ripley), passando per Wim Wenders (L'amico americano) e Liliana Cavani (Il gioco di Ripley). Nel 2024 è uscita una miniserie televisiva intitolata Ripley, prodotta da Netflix, ispirata al primo romanzo della serie, che vede nei panni del protagonista l'attore Andrew Scott.

## Opere

### Romanzi
- 1950 Sconosciuti in treno (Strangers on a Train), Bompiani 1954;
- 1952 Carol (The Price of Salt / Carol)[4], con lo pseudonimo Claire Morgan, Bompiani, La nave di Teseo
- 1954 Vicolo cieco (The Blunderer), Sonzogno 1985
- 1957 Acque profonde (Deep Water), Bompiani, La nave di Teseo
- 1958 Gioco per la vita (A Game for the Living), Bompiani
- 1960 Quella dolce follia (This Sweet Sickness), Bompiani, La nave di Teseo; pubblicato anche col titolo Per amore di Annabelle, 1960, I Romanzi del Corriere
- 1962 Il grido della civetta (The Cry of the Owl), Bompiani
- 1964 I due volti di gennaio (The Two Faces of January), Bompiani, La nave di Teseo
- 1965 L'alibi di cristallo (The Glass Cell), Bompiani
- 1965 Senza pietà (A Suspension of Mercy / The Story-teller), Bompiani
- 1967 Inseguimento (Those Who Walk Away), Bompiani
- 1969 La spiaggia del dubbio (The Tremor of Forgery), Bompiani, La nave di Teseo
- 1972 Il riscatto di un cane (A Dog's Ransom), Bompiani
- 1977 Diario di Edith (Edith's Diary), Bompiani, La nave di Teseo
- 1983 Gente che bussa alla porta (People Who Knock on the Door), Bompiani
- 1986 Il piacere di Elsie (Found in the Street), Bompiani
- 1995 Idilli d'estate (Small g: A Summer Idyll), Bompiani

#### Ciclo di Tom Ripley
- 1955 Il talento di mister Ripley (The Talented Mr. Ripley), finalista Edgar Award 1956, Bompiani, La nave di Teseo
- 1970 Il sepolto vivo (Ripley Under Ground), Bompiani, La nave di Teseo
- 1974 L'amico americano (Ripley's Game), Bompiani, La nave di Teseo
- 1980 Il ragazzo di Tom Ripley (The Boy Who Followed Ripley), Bompiani, La nave di Teseo
- 1991 Ripley sott'acqua (Ripley Under Water), Bompiani, La nave di Teseo

### Letteratura per l'infanzia
- 1958 Miranda the Panda Is on the Veranda (in collaborazione con Doris Sanders)

### Saggi
- 1966 Come si scrive un giallo (Plotting and Writing Suspense Fiction) Minimum fax
- 2022 Diari e taccuini. 1941-1995 (a cura di Anna von Planta), La nave di Teseo

### Raccolte
- 1970 Urla d'amore (Eleven / The Snail-Watcher and Other Stories), Bompiani, La nave di Teseo
- 1974 Piccoli racconti di misoginia (Little Tales of Misogyny), Bompiani, La Tartaruga Nera, La nave di Teseo
- 1975 Delitti bestiali (The Animal Lover's Book of Beastly Murder), Bompiani, La nave di Teseo
- 1979 Schegge di vetro (Slowly, Slowly in the Wind), Bompiani
- 1981 La casa nera (The Black House), Sellerio
- 1985 La follia delle sirene (Mermaids on the Golf Course), Bompiani, La nave di Teseo
- 1987 Catastrofi più o meno naturali (Tales of Natural and Unnatural Catastrophes), Bompiani
- 2002 Uccelli sul punto di volare (Nothing That Meets the Eye: The Uncollected Stories ), Bompiani
- 2002 Gli occhi di Mrs. Blynn (Postumous Short Stories), Bompiani
- 2021 Donne (Ladies), La nave di Teseo

## Riconoscimenti
- 1951: Edgar Award, nomination per il miglior romanzo d'esordio Sconosciuti in treno[5];
- 1956: Edgar Award, nomination per il miglior romanzo The Talented Mr. Ripley[6][7];
- 1957: Grand prix de littérature policière, per The Talented Mr. Ripley[8];
- 1964: Silver Dagger Award al miglior romanzo straniero con The Two Faces of January [9]
- 1975: Grand prix de l'humour noir Xavier-Forneret per L’Amateur d'escargots (Eleven)[10]

## Al cinema
- 1951 – L'altro uomo (Strangers on a Train) di Alfred Hitchcock
- 1959 – Delitto in pieno sole (Plein soleil) di René Clément
- 1963 – L'omicida (Le meurtrier), di Claude Autant-Lara;
- 1977 – Gli aquiloni non muoiono in cielo (Dites-lui que je l'aime) di Claude Miller
- 1977 – L'amico americano (Der Amerikanische Freund) di Wim Wenders
- 1978 – L'alibi di cristallo (Die gläserne Zelle) di Hans W. Geißendörfer
- 1981 – Acque profonde (Eaux profondes) di Michel Deville
- 1983 – Il diario di Edith (Ediths Tagebuch) di Hans W. Geißendörfers
- 1987 – Il grido del gufo  (Le cri du Hibou) di Claude Chabrol
- 1999 – Il talento di Mr. Ripley (The Talented Mr. Ripley) di Anthony Minghella
- 2002 – Il gioco di Ripley (Ripley's Game) di Liliana Cavani
- 2005 – Il ritorno di Mr. Ripley (Ripley Underground) di Roger Spottiswoode
- 2009 – Il grido della civetta (The Cry of the Owl) di Jamie Thraves.
- 2014 – I due volti di gennaio  (The Two Faces of January) di Hossein Amini
- 2015 – Carol di Todd Haynes
- 2016 - Vicolo cieco (A Kind of Murder), di Andy Goddard
- 2022 – Acque profonde (Deep Water) di Adrian Lyne

## Serie tv
- 2024 – Ripley di Steven Zaillian